# يارا (رسوم متحركة)
يارا أو صوفي (بالفرنسية: Les Malheurs de Sophie)‏ مسلسل رسوم متحركة فرنسي من إنتاج شركة برنار ديريز .تم عرضة لأول مره في 21 ديسمبر 1998 واستمر حتى عام 2008. وأطلق عليه أيضا اسم (صوفي) نسبة إلى الطفلة صوفي التي تم تغيير اسمها في النسخة العربية إلى يارا.

## القصة
يارا طفلة جميلة كانت تعيش مع والديها في منزل كبير وفخم، ومرة ذهبوا في رحلة بحرية برفقة أصدقاء لهم فضربت عاصفة السفينة التي كانوا بها وغرقت السفينة على إثر ذلك، وماتت والدة يارا، أما يارا استطاعت النجاة بعد أن جلست في دلو خشبي، وكذلك نجا والدها ثم تزوج والدها من سيده كانت دائماً توبخها وعندما مرضت هذه السيده استدعت يارا وطلبت منها أن تسامحها ثم ماتت وعاشت يارا مع عمتها وكانت تلعب أبناء اعمامها ثم كبروا وتزوجوا.

## الشخصيات
- يارا (صوفي)
- سامي (بيل)
- مرجريت ابنة القبطان (شقيقة بيل الصغيرة بعد أن تبناه القبطان)

## الأصوات العربية
أداء الأصوات
- موفق الأحمد
- ملك مرقدة
- نسيمة ضاهر
- حنان شقير
- فاطمة سعد
- هدى الخطيب
- لمى باخوس

## طاقم العمل في النسخة العربية
- ترجمة وإعداد: عمر الكعدي
- إدارة الإنتاج: فراس عركوش
- هندسة الصوت: م. خالد وظائفي
- كلمات وألحان الشارة: إياد الريماوي
- أداء الأغنية: سونيا بيطار
- الإشراف على الإنتاج: منى سمعان
- الإشراف الفني: فاروق حيدر

## روابط خارجية
- يارا على موقع IMDb (الإنجليزية)
- يارا على موقع كينوبويسك (الروسية)
- يارا على موقع ألو سيني (الفرنسية)
- يارا على موقع قاعدة بيانات الفيلم (الإنجليزية)
- Les Malheurs de Sophie على ألو سيني